# Нижние Серги
Ни́жние Серги́ — город на юго-западе Свердловской области России, административный центр Нижнесергинского района, Нижнесергинского муниципального района и Нижнесергинского городского поселения в его составе.

## География
Нижние Серги расположены на западном склоне Среднего Урала, в 82 километрах к западо-юго-западу от города Екатеринбурга (по автотрассе в 98 километрах), преимущественно на правом берегу реки Серги (правого притока реки Уфы). В восточной части города находится Нижнесергинский пруд. В Нижних Сергах находится станция Нижнесергинская Свердловской железной дороги, направления Чусовская — Дружинино — Бердяуш. В юго-западной части города расположен курорт «Нижние Серги».

## История

Вид на Орлову гору и реку Сергу близ Нижнесергинских минеральных вод, начало XX века

Название города произошло по расположению — на реке Серге, определение Нижние указывает на нахождение ниже по реке, выше по течению реки — посёлок Верхние Серги. Гидроним «Серга» не имеет научного объяснения.
Как и многие современные уральские города, Нижние Серги зародились на базе металлургического производства. В 1743—1744 годах на землях, купленных у башкир, Никита Демидов построил чугуноплавильный и железоделательный завод, который в 1789 году был продан Михаилу Павловичу Губину.
5 февраля 1943 года Нижние Серги получили статус города.
В городе находится Иоанно-Предтеченский храм, который не закрывался на протяжении XX столетия
1 февраля 1963 года город Нижние Серги отнесён к городам областного подчинения, а Совет депутатов трудящихся города передан в подчинение Свердловскому областному Совету депутатов трудящихся.

## Достопримечательности

### Санаторий «Нижние Серги»

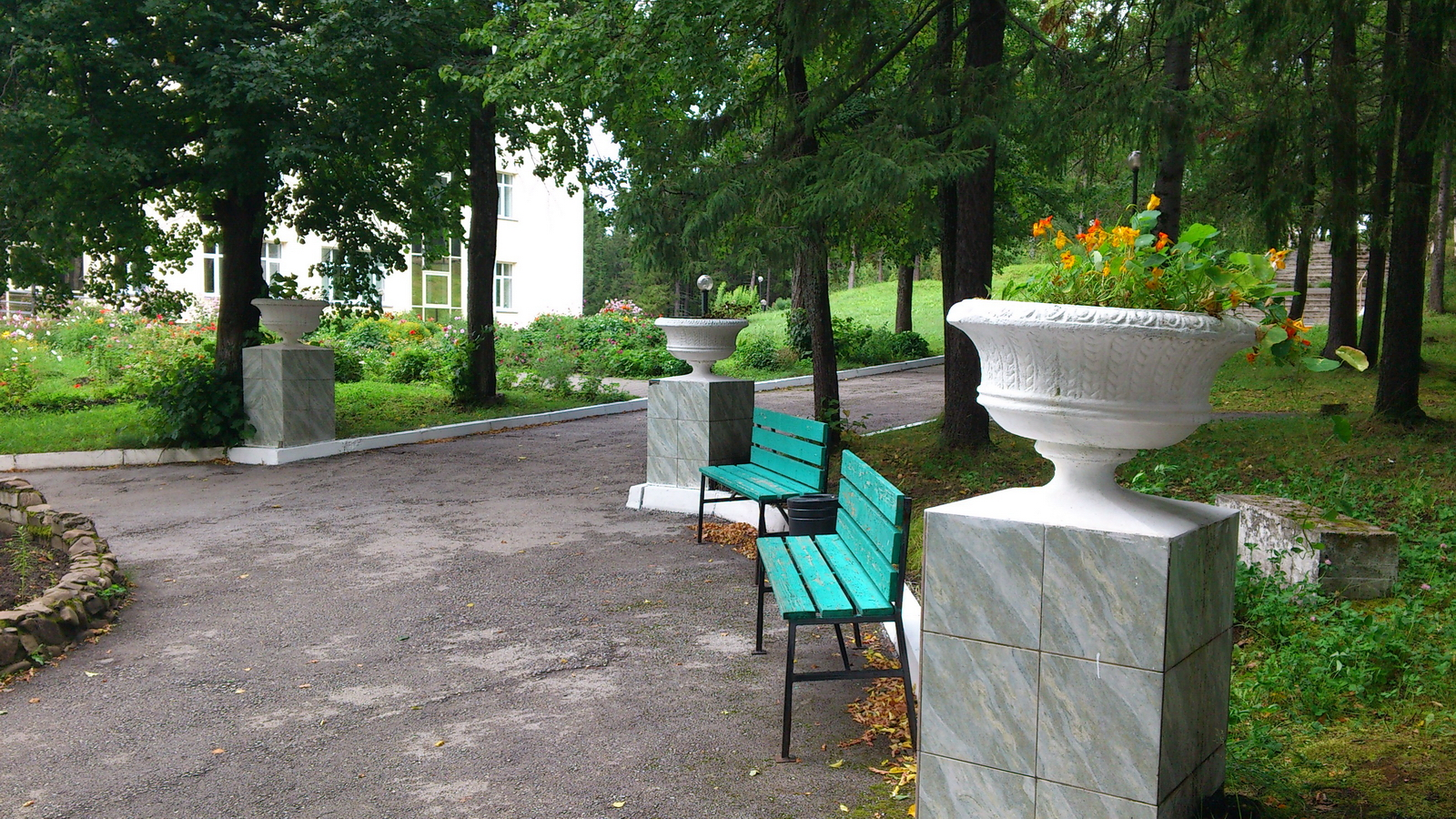
На территории санатория

Расположен в западной части города, на возвышенности на правом берегу реки Серга. На 30-метровой скале рядом с курортом в середине XX века установлена скульптура лося, ставшая символом курорта и Нижнесергинского района.
Начало использования нижнесергинского минерального источника в лечебных целях относят к 1830-м годам. Известно, что первым человеком, использовавшим воду источника для лечения, стал заводской служащий Максимов. В 1830 году он успешно вылечил ревматизм, принимая ванны. С 1833 года лечение нижнесергинской водой приобрело систематический характер. Первые корпуса лечебницы построили в 1840 году. Появился павильон для приёма лечебных ванн, к источнику шла крытая галерея. Также возвели домики и гостиницу для приезжающих на лечение. Лечебный источник бил около подножия скалы, позже получившей название Курортной. Первый химический анализ воды сделали в 1840 году. Нижнесергинская минеральная вода по преобладающим компонентам относится к хлоридно-гидрокарбонатной натриевой воде, с малой минерализацией 6,8—7,0 г/л, содержание сероводорода 7—8 мг/л. В 1841 году источник посетил геолог Родерик Импи Мурчисон, оставив краткое описание.
В 1855 году по распоряжению Главного начальника горных заводов генерала В. А. Глинки, на санаторно-курортное лечение стали направлять больных мастеровых с казённых горнозаводских округов. В 1856 году санаторий в Нижних Сергах передали в аренду врачу Доброхотову. С приходом нового руководителя изменилась и система работы в санатории: открыли ресторан, создали духовой оркестр, а также оборудовали несколько комнат отдыха и бильярдную. В результате этих нововведений сервис и стоимость лечения стала сравнима с европейскими курортами, поэтому основными гостями санатория «Нижние Серги» стали богатые дворяне и зажиточные купцы.
К началу XX века курорт имел 16 номеров с 32 ваннами (мраморными или чугунными). Помимо водолечения к услугам пациентов предлагались массаж, солнечные ванны, кумыс. Из развлечений были прогулки, бильярд, библиотека, кегельбан, крокет, гимнастика. В начале 1920-х годов санаторий «Нижние Серги» был национализирован, после чего подвергся коренному переустройству. К 1928 году все лечебные и жилые корпуса его были перенесены из поймы реки Серги на вершину берегового скального массива. После удачного каптажа существенно возрос дебет источника, достигнув объёма в 600 тысяч литров в сутки.
В годы Великой Отечественной войны на базе Нижнесергинского курорта действовал госпиталь № 2546, рассчитанный на 500—550 человек.
В 1949—50 годы гидрогеологическая экспедиция пробурила четыре скважины. Три из них передали курорту для лечения минеральной водой, а одну — для хозяйственно-бытового водоснабжения. Глубина скважин от 190 до 339 метров. В марте 1971 года в Нижних Сергах был запущен завод по розливу минеральной воды «Нижнесергинская».
На курорте лечение происходит как наружно (ванны, душ), так и внутренне (питьё минеральной воды). При наружном применении вода оказывает лечебное воздействие через раздражение нервных окончаний в коже. При употреблении внутрь вещества и микроэлементы, входящие в состав воды разносятся по всему организму, оказывая положительное воздействие на деятельность внутренних органов.
Хлоридно-натриевые минеральные воды источника помогают при лечении заболеваний опорно-двигательного аппарата, желудочно-кишечного тракта, кожных заболеваний.

### Иоанно-Предтеченский храм

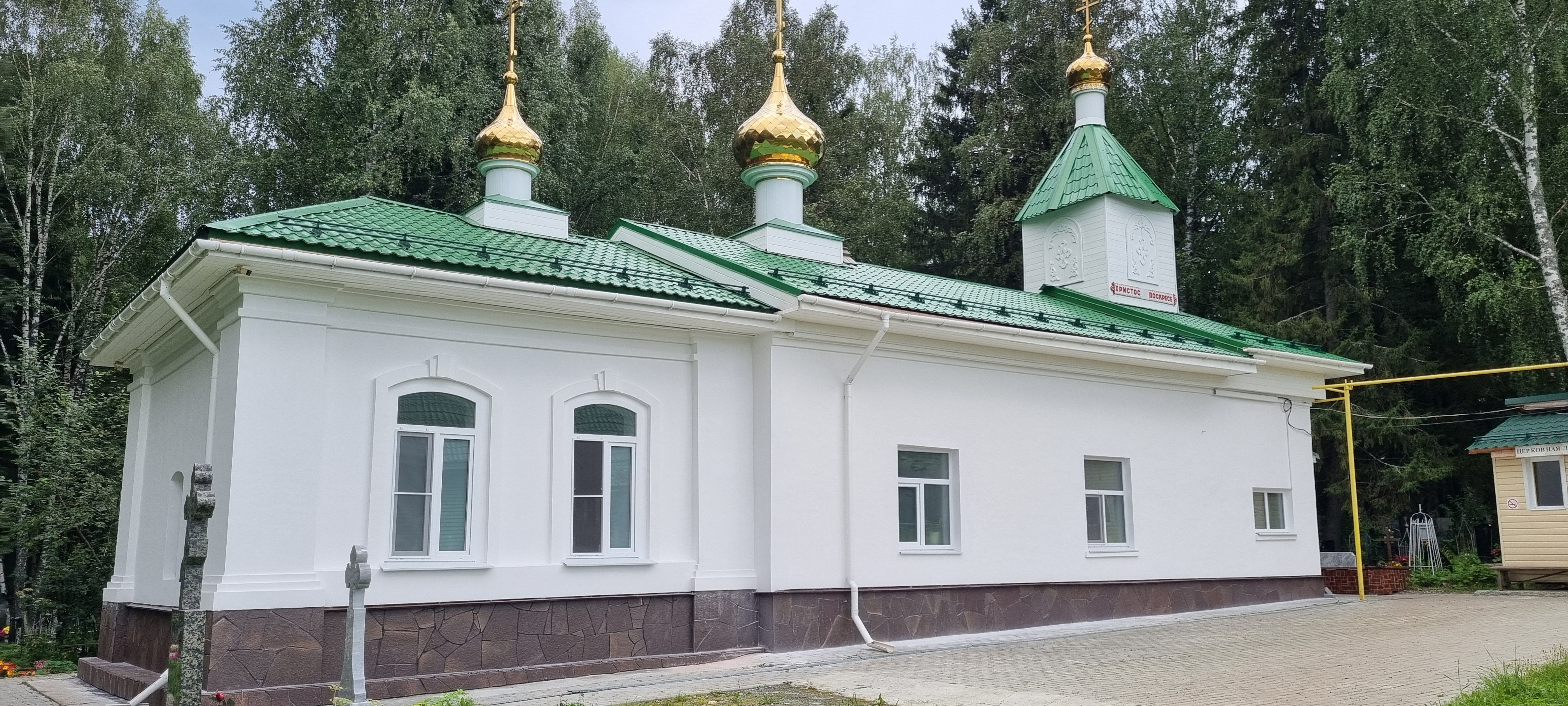
Иоанно-Предтеченский храм, г. Нижние Серги

Иоанно-Предтеченский храм — старейший храм города. Был построен рядом с кладбищем в 1903 году. Вначале это была каменная часовня, освящённая в честь Рождества пророка Иоанна Предтечи. В то время в Нижних Сергах была основанная в 1782 году Свято-Троицкая церковь, которую снесли в 1930 году. Позже, в 1907 году, была построена Крестовоздвиженская церковь, которую 1935 году закрыли.
Церковь во имя пророка Иоанна Предтечи располагается на кладбище. Поначалу там служили панихиды, отпевали усопших, а после закрытия Свято-Троицкого и Крестовоздвиженского храмов и все богослужения: литургию, крещение и т. д. По имеющимся данным первым настоятелем храма в 1936 году был протоиерей Михаил Гольев (1882 года рождения). 2 ноября 1937 года он был приговорён к расстрелу вместе с протодиаконом Иоанно-Предтеченской церкви Георгием Кузьмичём Грязных (1873 года рождения).
В 1951 году церковь была отремонтирована. Ориентировочно в это время была возведена центральная часть храма. В 1985 году к зданию храма была пристроена ещё одна часть, в которой раньше размещалась церковная лавка и трапезная. В 2011 году была пристроена колокольня, а к началу 2014 года проведена реконструкция алтарной части храма. 
В начале 2018 года началась масштабная реконструкция храма: восстановлена колокольня, полностью отреставрирована крыша, фундамент и стены храма, заменены окна и электропроводка, установлены маковки с крестами, а также штукатурены и покрашены стены. Участие в реконструкции храма принимали как жители города так и все неравнодушные люди. 
Иоанно-Предтеченский храм не закрывался на протяжении XX столетия.

### Крестовоздвиженский храм
16 декабря 1907 года каменный, однопрестольный храм был освящён в честь Воздвижения Креста Господня. В 1918 году храм подвергся обстрелу белочехами, один снаряд попал в колокольню. В 1922 году из храма было изъято 3,5 килограмм серебра. В 1934 году был запрещён колокольный звон, а в 1935 году снесён купол и колокольня, сам храм был закрыт в 1935 году и перестроен. В советское время в здании размещался хлебозавод. В 2006 году храм был возвращён РПЦ.

## Климат
Средняя температура января −16 °C, июля около +17 °C. Осадков около 500 мм в год.

## Население
| 1931    | 1959    | 1970    | 1979    | 1989    | 1992    | 1996    | 1998    |
| ------- | ------- | ------- | ------- | ------- | ------- | ------- | ------- |
| 11 100  | ↗14 188 | ↗14 457 | ↗15 540 | ↘14 938 | ↘14 900 | ↘14 500 | ↘14 100 |
| 2000    | 2001    | 2002    | 2003    | 2005    | 2006    | 2007    | 2008    |
| ↘13 600 | ↘13 400 | ↘12 567 | ↗12 600 | ↘12 100 | ↘12 000 | ↘11 800 | ↘11 500 |
| 2009    | 2010    | 2011    | 2012    | 2013    | 2014    | 2015    | 2016    |
| ↘11 380 | ↘10 336 | ↘10 300 | ↘9902   | ↘9736   | ↘9698   | ↘9552   | ↘9462   |
| 2017    | 2018    | 2019    | 2020    | 2021    | 2023    |         |         |
| ↘9424   | ↘9243   | ↘9109   | ↘8987   | ↘8009   | ↘7777   |         |         |

На 1 января 2025 года по численности населения город находился на 995-м месте из 1124 городов Российской Федерации.

## Экономика
- ОАО «Нижнесергинский метизно-металлургический завод»

Оборот предприятий и организаций, по обрабатывающим производствам за 2008 г. составил за 25,9 млрд руб.

## Образование
В городе функционируют 3 детских сада, 3 среднеобразовательных школы и центр дополнительного образования детей.
Учреждения среднеспециального образования представлены филиалом Уральского горнозаводского колледжа имени Демидовых и Сергинскии многопрофильным техникумом (пгт Верхние Серги).